# The Perry Bible Fellowship
The Perry Bible Fellowship (kurz: PBF) ist ein Webcomic, der vom in New York lebenden Nicholas Gurewitch gezeichnet wird. Gurewitch veröffentlicht die Comics seit 2001 auf seiner Website, in einer Zeitung der Syracuse University wurden seine Strips erstmals abgedruckt. Seit dem Jahre 2007 werden diese in mehreren Dutzend Zeitungen und Magazinen weltweit publiziert. Der Großteil der Veröffentlichungen geschieht in den USA, in Großbritannien druckt The Guardian die Comics ab, mit dem Magazin Maxim werden zusätzlich Tschechien, Singapur, Russland und Indien abgedeckt.
Der Autor veröffentlichte zunächst wöchentlich einen neuen Comic, der jeweils innerhalb von drei oder vier Kästchen eine abgeschlossene Geschichte erzählt. Ab dem 27. Februar 2008 erscheint der Comic in unregelmäßigen Abständen. Die Zeitung The Guardian beschreibt den Comic als teilweise recht derb, jedoch weniger in einer perversen als absurden Art. Der Humor sei mitunter tiefschwarz, dennoch werde der Comic oft mit einer sonderbaren Lieblichkeit dargestellt. Zudem seien manche Strips recht tiefgründig, die so auch ein wiederholtes Ansehen lohnend machten.
2006 wurde der Comic mit dem Ignatz Award als "herausragendster Webcomic" ausgezeichnet.
Seit November 2007 gibt es eine Hardcover-Ausgabe der besten PBF-Comics unter dem Namen The Trial of Colonel Sweeto and other stories.